# Grekiska supercupen
Grekiska Supercupen (grekiska: Σούπερ Καπ Ελλάδος) var en årlig fotbollsmatch mellan ligavinnaren och cupvinnaren i Grekland. Matcherna spelas oftast på Atens Olympiastadion men har spelats på andra ställen ibland.

## Titlar per klubb
| Klubb         | Segrar | Tvåa | År man har vunnit      |
| ------------- | ------ | ---- | ---------------------- |
| Olympiakos    | 4      | 0    | 1980, 1987, 1992, 2007 |
| Panathinaikos | 3      | 2    | 1988, 1993, 1994       |
| AEK Aten      | 2      | 3    | 1989, 1996             |
| Larissa       | -      | 2    | -                      |
| OFI           | -      | 1    | -                      |
| Kastoria      | -      | 1    | -                      |